# Timothy F. Geithner
Timothy Franz Geithner là Bộ trưởng tài chính thứ 75 của Hoa Kỳ từ năm 2009 đến 2013. Ông được kỳ vọng là người sẽ lèo lái nền kinh tế Hoa Kỳ vượt qua cuộc khủng hoảng tài chính năm 2007.
Trước khi nhậm chức Bộ trưởng Ngân khố, Geithner là Thống đốc Ngân hàng Dự trữ Liên bang New York và Phó Chủ tịch Ủy ban Thị trường Mở Liên bang từ tháng 10 năm 2003. Trước nữa, ông từng là Thứ trưởng Ngân khố phụ trách các vấn đề quốc tế trong các năm 1998-2001 dưới thời Robert Rubin và Lawrence Summers làm Bộ trưởng. Các vị trí khác mà Geithner từng được bổ nhiệm là tùy viên tại đại sứ quán Hoa Kỳ ở Tokyo, chuyên viên chính của Ban Quốc tế thuộc Hội đồng Đối ngoại (Hoa Kỳ), Trưởng ban Chính sách của Quỹ Tiền tệ Quốc tế.